# GJ 1002
GJ1002 (även känd som Gliese 1002)  är en ensam stjärna belägen i den mellersta delen av stjärnbilden Valfisken. Den har en skenbar magnitud av ca 13,84 och kräver ett kraftfullt teleskop för att kunna observeras. Baserat på parallax enligt Gaia Data Release 3 på ca 206,35 mas beräknas den befinna sig på ett avstånd av ca 15,8 ljusår (ca 4,85 parsec) från solen. Den rör sig närmare solen med en heliocentrisk radialhastighet av ca -40 km/s.

## Egenskaper

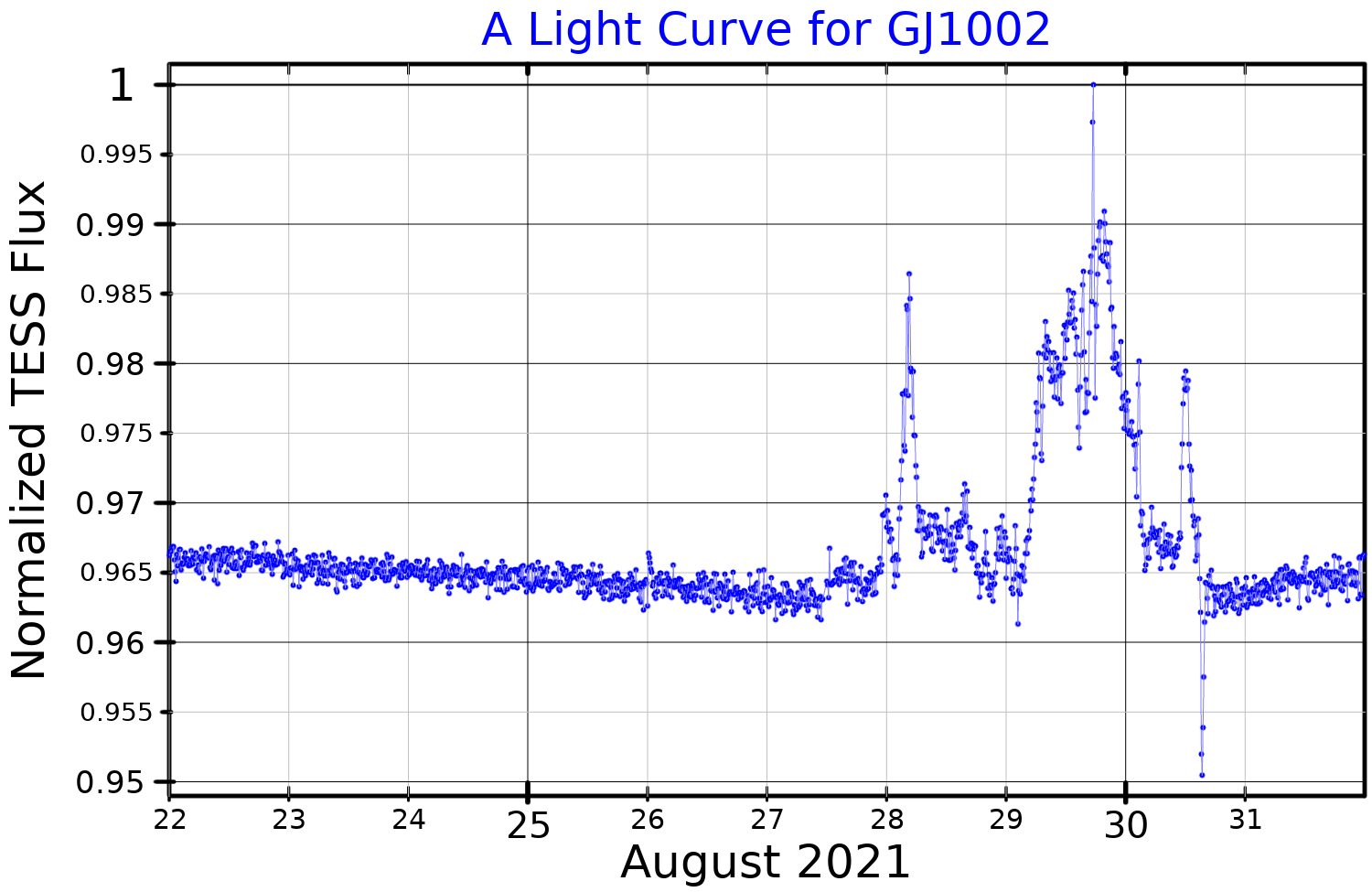
Ljuskurva för GJ 1002, plottad av TESS-data.

GJ 1002 är en röd dvärgstjärna i huvudserien av spektralklass M5.5 V Den har en massa av ca 0,12 solmassa, en radie av ca 0,14 solradie och utsänder energi från dess fotosfär motsvarande ca 0,0014 gånger solen vid en effektiv temperatur av ca 3&nbs000 K. 

## Planetsystem
Två exoplaneter till GJ 1002 upptäcktes 2022 genom mätning av radiell hastighet. Båda har minsta massa nära jordens och kretsar inom den beboeliga zonen för dess stjärna. Även om dessa planeter inte passerar framför värdstjärnan, kan det vara möjligt att bestämma närvaron och sammansättningen av atmosfärer med framtida instrument som ANDES-spektrografen för European Extremely Large Telescope.
| Planet | Massa           | Halv storaxel (AE) | Siderisk omloppstid (d) | Excentricitet | Inklination | Radie |
| ------ | --------------- | ------------------ | ----------------------- | ------------- | ----------- | ----- |
| b      | ≥1,08 ± 0,13 M🜨 | 0,0457 ± 0,0013    | 10,3465 ± 0,027         | -             | -           | -     |
| c      | ≥1,36 ± 0,17 M🜨 | 0,0738 ± 0,0021    | 21,202 ± 0,013          | -             | -           | -     |